# Pholidoscelis dorsalis
Pholidoscelis dorsalis (ямайська амейва) — вид ящірок родини теїдових (Teiidae). Ендемік Ямайки.

## Поширення і екологія
Ямайські амейви мешкають в прибережних районах Ямайки та на сусідніх острівцях і рифах. Вони живуть в прибережних заростях, на порослих Coccoloba і Ipomoea дюнах та в садах. Активні, всеїдні. Спостерігалися випадки канібалізму.

## Збереження
МСОП класифікує цей вид як такий, що перебуває під загрозою зникнення. 7 з 10 відомих популяцій ямайських амейв вимерли, однак цей вид продовжує мешкати на принаймні 4 прибережних рифах. Pholidoscelis dorsalis загрожує хижацтво з боку інтродукованих мангустів і кішок, а також руйнівні урагани та підвищення рівня моря.